# Green Lantern Corps
Los Green Lantern Corps (Corporación de Linternas Verdes en Hispanoamérica) es el nombre de una organización policial militarizada intergaláctica ficticia que aparece en los cómics publicados por DC Comics. El nombre de la organización ha sido traducido al español en formas diversas; estas son: el Cuerpo de Linternas Verdes, la Corporación de Linternas Verdes, las Tropas de Linterna Verde, las Huestes de Linternas Verdes, y la Sociedad Linterna Verde. Patrullan los confines más lejanos del Universo DC a instancias de los Guardianes del Universo, una raza de inmortales que residen en el planeta Oa. Según la continuidad de DC, Green Lantern Corps existe desde hace tres mil millones de años, sobreviviendo a múltiples conflictos tanto internos como externos. Actualmente operando divididos en pares entre los 3600 "sectores" del universo, hay 7204 miembros (conocidos comúnmente como Green Lanterns), dos linternas por cada sector, a excepción del sector 2814, que tiene seis miembros. Cada Green Lantern recibe un anillo de poder, un arma que otorga el uso de increíbles habilidades dirigidas por la propia fuerza de voluntad del usuario.
Los Guardianes crearon a los Green Lantern Corps hace unos tres mil millones de años y el grupo ha sobrevivido a numerosas rebeliones, asesinatos y colapsos tanto internos como externos.

## Historia

### Los Guardianes
Durante los primeros días del universo, los habitantes del sobrepoblado planeta Maltus evolucionaron para convertirse en inmortales de inmenso poder. Estos se asentaron en el planeta Oa, autoproclamándose Guardianes del Universo y enemigos del mal luego que uno de los suyos, el científico renegado Krona, realizó un experimento prohibido que tuvo espantosas consecuencias para el cosmos.
La naturaleza de aquellas consecuencias ha variado según las diferentes historias. Originalmente, se supone que el experimento liberó el Mal. Luego, se le atribuyó haber creado el universo de antimateria de Qward. Más adelante, se lo utilizó como explicación para la existencia de los universos paralelos del Universo DC (y la creación del Monitor), lo que eventualmente llevó a la reestructuración del Tiempo, tal como se vio en Crisis en Tierras Infinitas. Por último, se ha dicho que aceleró la entropía, disminuyendo la duración del universo en mil millones de años.
Sin embargo, algunos Guardianes estuvieron en desacuerdo acerca del modo de enfrentar el caos desatado. Un grupo, que pasó a llamarse los Controladores, se separó del resto y prefirió utilizar métodos más violentos para conseguir sus metas (una interpretación posterior dice que la separación se produjo a raíz de cómo utilizar a los Manhunters). Este segundo grupo fundaría más tarde a los Darkstars. Las mujeres oanas también se fueron debido a que no sentían ninguna necesidad de involucrarse en las cuestiones del universo y más tarde fueron conocidas como las Zamarons.

### El fracaso de los Manhunter
Para ejecutar su voluntad y evitar amenazas alienígenas de todo tipo, los Guardianes crearon una legión de robots centinelas llamados Manhunters. Sin embargo, con el tiempo el resentimiento creció entre los Manhunters y fueron vistos como fracasos debido a su incapacidad para reconocer y/o sentir miedo. Finalmente se rebelaron contra los Guardianes, alejándose de ellos y formando su propia sociedad automatizada donde podían perseguir sus propias metas (que a menudo incluyen interferir y acabar con los planes de los Guardianes).

### La creación de los Corps
Lamentando el fracaso de los Manhunters, los Guardianes decidieron que su nuevo grupo de soldados estaría formado por seres vivos, quienes tendrían voluntad y una fuerte moralidad. Como arma para esta nueva legión de caballeros galácticos, los Guardianes crearon los anillos de poder: anillos de una tecnología tremendamente avanzada que permiten que sus portadores proyecten rayos de energía verde con los cuales pueden conjurar objetos inanimados de cualquier forma y tamaño y cuyo único límite es la imaginación y poder de voluntad del usuario.
Pese a que la relación entre los Guardianes y el origen del símbolo de los Linternas Verdes aun debe ser aclarado, se ha revelado que la linterna tiene sus raíces en la primera forma de vida en el universo. Supuestamente, la primera forma de vida de la galaxia surgió en un neblinoso mundo sin nombre, y cuando desarrollaron una fuerza policial (la primera en todo el universo) sus miembros llevaban una linterna encendida con una llama química color verde, por lo tanto eran un cuerpo de linternas verdes (green lanterns). Esta idea fue adoptada a lo largo de toda la galaxia como símbolo de ley y justicia y de su habilidad para traspasar la confusión y lo incierto, lo que con el tiempo resultó en la formación de los Green Lantern Corps.
Aunque al comienzo consistían en unas pocas docenas de agentes, los Corps incrementaron radicalmente sus filas hace unos 1000 años. En ese entonces, los Guardianes buscaban llevar el orden al planeta Apokolips, hogar del tirano Darkseid y una fortaleza del mal. El Linterna Verde Raker Qarrigat intentó derribar a Darkseid con el resultado de ser humillado ante el poder del villano. Raker regresó a Oa, donde convenció a los Guardianes de que ocupar Apokolips requeriría de un ejército. Con la autorización para realizar un reclutamiento masivo, Raker y sus compañeros incorporaron a miles de miembros nuevos, elevando el número de los Corps a 3600 efectivos.

### La Crisis y su período posterior
Tanto los Corps como los Guardianes sufrieron bajas durante la Crisis en Tierras Infinitas. El fracaso de los Guardianes respecto a tomar un curso de acción apropiado durante la Crisis los hizo decidirse a dejar Oa en compañía de sus contrapartidas femeninas, las Zamarons. Abandonados a su suerte, los Corps atravesaron un período de reorganización. Un grupo de Linternas Verdes liderado por Hal Jordan se estableció en la Tierra y el sistema de asignación de un LV por sector espacial fue abandonado. La decisión de los Corps de ejecutar a Sinestro provocó la activación de un desconocido sistema anti-fallas que dejó sin energía los anillos de todos los Linternas Verdes excepto Jordan, Guy Gardner, G'nort y Ch'p.
Tiempo más tarde los Guardianes regresaron a Oa y comenzaron la reconstrucción de los Corps, asignando a Gardner a la Tierra, a John Stewart al Mundo Mosaico, y Jordan al reclutamiento de nuevos miembros. Irónicamente, el mismo Jordan sería el responsable de la destrucción de los Corps que había ayudado a formar.

### La caída de los Corps
Los Green Lantern Corps patrullaron el Universo DC durante más de 3 mil millones de años. En este inmenso lapso de tiempo, algunos Linternas Verdes se rebelaron y volvieron malvados. En el futuro de la Legión de Super Héroes pudo verse la existencia de un Linterna Verde villano, Universo, pero desde entonces los múltiples retcons han eliminado la posibilidad de este futuro. Los dos rebeldes más importantes han sido Sinestro, el Linterna Verde renegado, y Hal Jordan, quien había enloquecido luego de la pérdida de su hogar, Ciudad Costera, y fue poseído por Parallax.
Las filas de los Green Lantern Corps fueron arrasadas por Jordan durante su locura, su fuente de poder (la Batería Central), extinguida y Oa, destruido, eliminando la fuente de poder de los anillos.
Luego de la caída de los Corps, hubo otras organizaciones que intentaron llenar el vacío de poder que dejaron los Guardianes. Dos organizaciones tuvieron un éxito inicial importante: los Darkstars y L.E.G.I.O.N. Sin embargo, ninguna logró el mismo nivel de poder y alcance de los Green Lantern Corps.

### El renacimiento de los Corps
Recientemente, Oa fue reconstruido por Tom Kalmaku, un viejo amigo de Hal Jordan, y poco después Kyle Rayner, el último Linterna Verde, resucitó a los Guardianes en forma de niños con el poder que Parallax había robado. Las resurrecciones no se detuvieron allí. Se descubrió que Hal Jordan había cometido sus crímenes mientras estaba poseído por el antiguo parásito del miedo Parallax. Esta entidad había estado prisionera dentro de la Batería de Poder Central durante billones de años y era la misteriosa "Impureza Amarilla" de los Corps que los dejaba vulnerables contra ese color. Una vez que Parallax fue exorcizado, los Guardianes (ahora adultos) volvieron a apresar a Parallax. Hecho esto, los Guardianes continuaron la reconstrucción y expansión de los Corps. Los nuevos Corps, bajo el entrenamiento de Kilowog, Kyle Rayner, Guy Gardner (cómic) y otros veteranos, fueron formados por nuevos reclutas; tan solo un puñado de Linternas Verdes veteranos regresaron a sus filas. Cada sector tendría a dos LV asignados para protegerlo aunque, debido a un antiguo pacto con la Spider Guild, el sistema Vega se encuentra fuera de los límites para todos los miembros de los Corps.
Con 3600 sectores y dos Linternas Verdes por sector, pasarán varios años antes que los Corps recuperen el poder que tenían. En el presente, carecen tanto de miembros como de la influencia política que alguna vez tuvieron por su años de ausencia en varios sectores. Esto los ha imposibilitado de intervenir en situaciones que hubieran sido evitadas antes que Parallax destruyera a los antiguos Corps, incluyendo conflictos tales como la Guerra Rann-Thanagar. Los Guardianes permanecen firmes en su política de no intervención en lo que ellos ven como un conflicto que podría desestabilizar a varios sectores, pero esto no ha evitado que Kyle Rayner y Kilowog ayuden a los refugiados.
A pesar de estas dificultades, los Corps cumplieron un papel destacado en la derrota de Superboy Prime. Varios LV fueron asesinados retrasando la acometida del Superboy renegado sobre Oa, un sacrificio que permitió que los héroes más poderosos de la Tierra pusieran en marcha su plan para detenerlo. Mogo, el planeta viviente miembro de los Corps, se posicionó como campo de batalla definitivo para el enfrentamiento de Superboy Prime con los dos Supermanes (Kal-L y Kal-El). Los Corps se hicieron responsables del encarcelamiento de Superboy Prime, encerrándolo dentro de un pequeño Devorador de Soles rojo, con cincuenta Linternas Verdes como guardias permanentes. Este "deber principal" está considerado una de las tareas más bajas dentro de los Corps; Guy Gardner fue sentenciado a cumplir un mes allí por una de sus frecuentes infracciones a las reglas.
Luego del salto a un año después, los Green Lantern Corps han incrementado sus filas, con muchos ex-cadetes desempeñándose como oficiales. La escasez de LV experimentados continúa siendo un problema, provocando que a menudo Guy Gardner sea requerido para ayudar a los novatos. La transformación de Kyle Rayner en Ion sirve como esperanza de nuevos reclutamientos masivos para reforzar las filas de los Corps.

### Guerra de los Sinestro Corps
Exiliado en el universo de anti-materia, Sinestro trama en secreto un ataque a escala galáctica contra los Green Lanterns. Tras convertir a los Weaponers (la raza nativa de Qward) en sus esclavos y crear una nueva Batería Central de Poder, de esta son forjados los anillos de poder amarillos, que son enviados por el universo normal a encontrar a aquellos seres que puedan causar un gran miedo para ser sus soldados. Uno de estos anillos es encontrado por Kyle Rayner, con el que regresa a Oa para entregarlo a los Guardianes, pero el anillo escapa de su prisión y envía a Rayner al universo de anti-materia. Allí es capturado por Sinestro, el cual le revela la verdad sobre Ion: que es la personificación viviente de la fuerza de voluntad (como Parallax lo es del miedo), y tras extraerle quirúrgicamente el simbiode del cuerpo Rayner es entregado a Parallax, del que se convierte en su nuevo huésped.
En un ataque sorpresa que mata a un importante número de Lanterns, Sinestro consigue liberar a Superboy Prime, que estaba retenido en Oa tras los hechos de Crisis Infinita. Los Lanterns contraatacan en dos flancos: uno acude a Qward para encontrar a Rayner y otro acude a enfrentarse a las huestes de los Sinestro Corps. En mitad del enfrentamiento aparecen tres nuevos aliados de Sinestro: el Anti-Monitor, Cyborg Superman y el ejército de Manhunters, que viajan a la Tierra con el grueso de los Sinestro Corps para destruirla (de lograrlo, los 52 universos paralelos serían aniquilados, y por ende toda la creación). Al conocer el plan de los Sinestro Corps, los Guardianes del Universo mandan a todo el cuerpo de Lanterns a la Tierra. Uno de ellos, el daxamita Sodam Yat, es elegido como nuevo huésped de Ion (tras liberar a este de Qward), que tiene un enfrentamiento épico contra Superboy Prime.
Gracias a una idea de Guy Gardner y John Stewart, los Lanterns usan Mundoguerra (el planeta-nave-hogar de los Manhunters) como arma de destrucción masiva contra los Sinestro Corps. La explosión resultante destruye a Superman Cyborg (dejando inactivos a casi todos los Manhunters) y hiere de gravedad al Anti-Monitor, que es traicionado por Superboy Prime y lanzado por él al espacio exterior, perdiéndose en el vacío. Con la ayuda de los superhéroes de la Tierra el cuerpo de los Green Lanterns logra derrotar a Sinestro y su ejército de secuaces, que son encerrados en las celdas científicas de Oa. Parallax es extirpado de Rayner y su esencia dividida en 4 partes, contenidas en las baterías de poder de Jordan, Gardner, Stewart y Rayner. Superboy Prime desaparece en un torrente de luz verde cuando un Guardián del Universo se sacrifica para acabar con él, enviándolo a lo desconocido lejos del universo físico. Los restos de Cyborg Superman, flotando a la deriva en el espacio, son resucitados por los Manhunters supervivientes para convertirse de nuevo en su Gran Maestro Manhunter. Finalmente, el Anti-Monitor se estrella contra un pequeño planeta remoto, siendo encerrado en una Batería Central de Poder de color negro por una entidad y un propósito desconocidos.

### La Legión de 3 Mundos
En la miniserie creada por George Pérez y Geoff Johns Brainiac-5 y el resto de la Legión de Superhéroes de siglo XXXI junto al mismísimo Superman deben enfrentarse a la amenaza que supone Superboy Prime, quien reaparece en su futuro, tras los acontecimientos de la Guerra de los Sinestro Corps, debido a la intervención del Señor del Tiempo. Una vez en el siglo XXXI intenta exterminar a la Alianza de Planetas Unidos con la ayuda de la Legión de Supervillanos. Durante el conflicto Superboy Prime asesina a Rond Vidar, el único Green Lantern que existía en el futuro. Muerto Vidar su anillo viaja por el sector 2814 intentando encontrar un sustituto, pero alegando un fallo mortal de sistema el anillo regresa directamente a Oa, donde su batería se descarga y finalmente se apaga. En ese instante una mano coge el anillo inerte y lo tira al suelo, donde pasa a ser uno más de los infinitos anillos descargados.
Mon-El y Sombra, en una misión ordenada por Brainiac-5, viajan hasta Oa con el cadáver de Rond Vidar, a fin de encontrar a otro supuesto Green Lantern que todavía existe. A su llegada ambos legionarios encuentran un mundo yermo y estéril, en un estado ruinoso en el que apenas se distinguen estatuas de antiguos lanterns como Guy Gardner o Hal Jordan. A su llegada a Oa son recibidos por el último Green Lantern y el único habitante del planeta: Sodam Yat, convertido en el último Guardián del Universo. Este les explica que tras la destrucción de Mogo siglos atrás los anillos carecieron de guía en su búsqueda de reemplazos. Dado que los otros Guardianes del Universo también habían desaparecido, poco a poco el cuerpo fue extinguiéndose hasta solo quedar Rond Vidar y él, que gracias al poder de Ion se había hecho inmortal. Mientras tanto, en la Tierra, la Legión consigue invocar dos Legiones de dos universos alternativos, con el fin de aunar fuerzas contra Superboy Prime y su Legión de Supervillanos.
La influencia de Mon-El y de Sombra consigue sacar a Sodam Yat de su exilio y ayudarles a combatir a Superboy Prime y a la Legión de Supervillanos, en un épico enfrentamiento a través del mismo tejido del tiempo. Por su parte, la Legión inicia dos experimentos para conseguir más refuerzos: el primero de ellos logra devolver la vida a Wally West, el tercer Flash, y el segundo de ellos (con viaje en el tiempo incluido) consigue resucitar a Conner Kent, quien se une de inmediato a la batalla. En la Fortaleza de la Soledad donde resucita es donde Superman y la Legión se enfrentan una vez más al Señor del Tiempo, donde descubren por fin su identidad: un avejentado pero superpoderoso Superboy Prime. Gracias a Brainiac-5, la Legión usa las energías de la dimensión del Señor del Tiempo para invocar legionarios de un sinfín de realidades alternativas, logrando dejarlo insconsciente y sacándolo de su dimensión para enfrentarlo con su yo del pasado. El enfrentamiento anula su propia línea temporal y ambos se desvanecen en el éter. Concluido el conflicto, Superman regresa a su época junto con Wally West y Conner Kent, quienes se reencuentran con los Jóvenes Titanes. Por su parte, Sodam Yat regresa a Oa junto a los dos legionarios Mon-El y Sombra, donde estos contemplan como el daxamita envía a los anillos en busca de nuevos legítimos propietarios por todo el universo con el fin de resucitar el cuerpo. Lo último que se sabe es que el anillo del sector espacial 2814, haciendo su exploración, encuentra un nuevo portador. Dicho portador es el propio Mon-El.

### La Noche Más Oscura
La Gran Batería Central Negra, a donde el Anti-Monitor fue a parar tras la Guerra de los Sinestro Corps y que había estado inerte un tiempo, vomita de pronto desde su interior una ingente cantidad de anillos negros que surcan todo el universo zumbando como moscas buscando a todos los supérheroes muertos para reanimarlos y devolverlos a la vida. Estos "zombies", sacados de su descanso eterno, buscan a sus seres queridos para matarlos sacándoles el corazón del cuerpo, lo que va cargando poco a poco un enigmático porcentaje del anillo de poder. Estos Black Lanterns tienen una especie de "visión emocional", que les permite ver a sus víctimas en distintos colores según su éstado de ánimo. Cuando esta amenaza es apenas percibida por los Guardianes del Universo estos son capturados por sorpresa por Scar, una guardiana corrupta tras ser herida por el Anti-Monitor, la cual no solo destruye la gigantesca coraza-linterna que protegía Oa si no que comanda en secreto a los Black Lanterns para que capturen y extingan a los Corps de todos los colores, enfrascados en la Guerra de la Luz que los Guardianes pretendían evitar. Los distintos Corps se ven sorprendidos y superados por los Black Lanterns pero consiguen salvarse tras la aparición de la Tribu Índigo, una fraternidad que porta la luz índigo (añil) de la compasión. Gracias a ellos descubren como destruir la conexión entre el Black Lantern y su huésped tras saberse que los muertos no son ellos en realidad, si no copias con la memoria y la apariencia de los fallecidos que actúan como si fueran ellos para engañar a lo demás y así matarlos durante algún arranque emocional.
Índigo-1, la líder de la tribu, reúne poco a poco a Atrócitus, Larfleeze, Sinestro, Hal Jordan, Saint Walker y Carol Ferris para contarles el secreto tras los Black Lanterns: que tras aparecer la luz blanca en el Big Bang, la oscuridad la atacó y eso la dividió en siete colores, creando con los eones el universo y la existencia, y que la oscuridad ha vuelto para erradicar toda vida en él y dejar el universo como antes del Big Bang. Para evitarlo, se unen bajo el nombre de los Nuevos Guardianes apoyados por Ganthet y Sayd, dos guardianes exiliados de Oa que habían fundado el cuerpo de los Blue Lantern Corps. Lejos de allí, en Coast City, mientras los diversos héroes y villanos se enfrentan con sus respectivos muertos (familiares, aliados y/o enemigos íntimos), el porcentaje de los anillos negros alcanza al 100% y eso permite la invocación del agente de la oscuridad: Nekron, dios de los no vivos, cuya misión es devolverlo todo a la nada primordial, para lo cual envía anillos negros que poseen no a los muertos si no a los héroes resucitados: Superman, Wonder Woman, Green Arrow y tantos otros, para usarlos en su cometido. Los Green Lanterns, tras forjar una incómoda alianza con los Zafiros Estelares, los Sinestro Corps, Larflezee y sus Orange Lanterns, los Blue Lanterns y los Red Lanterns, llegan a la Tierra para detener el avance de Nekron y William Hand, alias Mano Negra, un antiguo enemigo de Jordan que tras matar a su familia y luego suicidarse por orden de Nekron, es resucitado por Scar tras regurgitar esta el primer anillo negro que lo convirtió no solo en el primer Black Lantern si no en la encarnación de la negrura, que busca extinguir toda vida.
Ante lo desesperado de la situación, Ganthet recurre al anillo de Jordan para activar una salvaguarda secreta en los anillos de poder por la cual estos se duplican buscando un nuevo lantern que complete el espectro de luz. Los elegidos son, en el orden del espectro emocional (rojo, naranja, amarillo, azul, índigo y violeta): Mera (esposa de Aquaman), Lex Luthor, El Espantapájaros, Flash, el Átomo y Wonder Woman, que apoyan a Jordan en su intento de destruir a Nekron y la Batería Negra. Su fracaso se acrecienta cuando Nekron consigue invocar y herir gravemente a La Entidad, encarnación de la luz blanca y la vida misma en todo el universo. Sinestro logra hacerse con ella y ser su huésped, convirtiéndose en el primer White Lantern. En un intento de matar a Nekron invoca a las siete entidades emocionales (El Carnicero, Ofidio, Parallax, Ion, Adara, Prosélito y El Depredador), encarnaciones vivientes del poder de los siete anillos, pero Sinestro es rechazado por La Entidad, que elige a Jordan como nuevo huésped. Este logra resucitar a los héroes fallecidos y poseídos por los anillos negros además de a Mano Negra. Esto rompe la conexión principal de Nekron y los Black Lanterns permitiendo un ataque letal contra Nekron por parte de Jordan y los resucitados (convertidos en White Lanterns), que logran impedir sus planes de aniquilación universal. Con Nekron y el Anti-Monitor liberado de la Batería Negra, los anillos negros pierden su poder y los Black Lanterns son finalmente destruidos. Terminada la amenaza, las entidades emocionales se dispersan por la Tierra mientras los héroes y villanos resucitados intentan averiguar el motivo de su resurrección. Poco tiempo después, en un remoto rincón de la Tierra, es encontrada la Linterna Blanca.

### La Ascensión del Tercer Ejército
Los Guardianes del Universo, considerando al libre albedrío como la verdadera amenaza del universo y de la propagación del mal, viajan a la Cámara de las Sombras para liberar a Volthoom, para así usar sus poderes y energía con el fin de crear algo que denominan el Tercer Ejército. Volthoom era un humano que, viajando desde el futuro y reapareciendo durante el experimento de Krona para descubrir el origen del universo), fue el responsable de enseñar a los Guardianes el uso de los anillos de poder, convirtiéndose en el Primer Lantern. Custodiado por los llamados Guardianes Templarios, estos intentan en vano que Volthoom sea usado para cualquier fin y son encerrados de nuevo en la Cámara de las Sombras.
Justo después viajan al planeta Tierra, donde tienen un encuentro con Jordan, Sinestro y Mano Negra. Acometiendo sus propios planes, los Guardianes ayudan a Mano Negra, usando sus poderes para abrir un vórtice, que envía a Jordan y a Sinestro a la negrura desconocida. Acto seguido Mano Negra es encarcelado en la Cámara de las Sombras, y el Libro Negro queda extraviado en la Tierra. En ese momento crean de sus propios cuerpos un ser humanoide, sin boca ni oídos, capaz de asimilar a otro ser vivo al entrar en contacto con él. Tras lograr la destrucción de los Alpha Lanterns (una variación de "Asuntos Internos", la división de la policía que vela por el cumplimiento de las normas y que investiga posibles corrupciones), los Guardianes los envían por todo el universo así como destruir a sus propios Green Lanterns y asegurar su victoria.
El anillo de Sinestro encuentra un nuevo portador en Simon Baz, un joven musulmán acusado de forma errónea de actos de terrorismo. Baz, con ayuda del lantern B'dg, encuentra el Libro Negro, y los dos parten a Oa para combatir contra el Tercer Ejército. Al mismo tiempo, Kyle Rayner entrena sus nuevos poderes para dominar todo el espectro emocional, lo que le acaba convirtiendo en un White Lantern, cuyos poderes consiguen anular la amenaza del Tercer Ejército en Zamarón, donde él se encontraba junto a Carol Ferris, y ambos parten también para luchar junto a sus compañeros lanterns para acabar con el Tercer Ejército antes de que este posea a todo ser vivo.

### La Ira del Primer Lantern
Inmediatamente después de la destrucción del Tercer Ejército gracias a la intervención de los diferentes Lanterns, las luchas entre Guardianes del Universo y los Lanterns provocan accidentalmente la liberación de Volthoom (ya que los Guardianes se nutrían de su energía, lo que debilitó la prisión en donde se encontraba), y este usa sus poderes para manipular la realidad a su antojo, logrando no solo la destrucción de Kórugar, el planeta natal de Sinestro, si no alterar los pasados de Guy Gardner y Atrócitus, entre otros. Tanto Sinestro como Jordan, enviados previamente por Mano Negra al limbo, se encuentran con el fallecido Tomar-Re, quien les previene que Volthoom debe ser detenido antes de que el universo entero desaparezca tal y como se conoce debido a los poderes de Volthoom sobre la realidad.
Simon Baz, aprendiendo sus nuevas facetas como Green Lantern, acaba transportado en la Cámara de las Sombras junto a B'dg y el Libro Negro. Mano Negra recupera el libro y Baz acaba en el limbo junto a Sinestro y Jordan, pero con ayuda de los Guardianes Templarios y de B'dg, Baz consigue salir junto a Sinestro, en tanto que Jordan no logra escapar por muy poco de allí. Mientras tanto, Volthoom sigue usando sus poderes para cambiar la realidad, como en John Stewart, obteniendo poder de los cambios para así obtener energía suficiente de reescribir la historia universal. Por su parte, Jordan explora el limbo con ayuda de Tomar-Re para encontrar la forma de regresar, descubriendo con ayuda de su padre el lugar donde reposa Nekron, tras ser derrotado en La Noche más Oscura. Usando su fuerza de voluntad, Jordan consigue abrir el mausoleo de Nekron.
La lucha entre los Guardianes y sus propios Lanterns alcanza su punto culminante cuando Sinestro se fusiona con Parallax, haciéndose mucho más poderoso, y cuando Jordan, reapareciendo como Black Lantern al mando de una legión de espectros, libera a Nekron de su cárcel para que se enfrente con Volthoom. La unión de Nekron, los Lanterns y las entidades emocionales consigue despojar a Volthoom de todos sus poderes, momento en que Nekron consigue acabar con él con su guadaña y así salvar el universo, puesto que el Tercer Ejército también desaparece. En la lucha Jordan no solo recupera la vida y su anillo de poder, si no que los Guardianes del Universo son asesinados por parte de Sinestro, en venganza por la destrucción de su mundo. Los Guardianes Templarios, por fin liberados de la Cámara de las Sombras, son perdonados y heredan las tareas de sus hermanos Guardianes de preservar la vida en el universo. Posteriortemente se descubre que Sinestro perdonó la vida a Ganthet, por ser el único guardián que tuvo sentimientos en su día (antes de un lavado de cerebro ejecutado por sus compañeros).

### Apagón
Kyle Rayner, convertido en el único White Lantern del universo, viaja junto a los Guardianes Templarios a una zona llamada "La Anomalía", donde existe un cuerpo celeste (una anomalía espacio-temporal) que contiene restos de un universo anterior al actual. La presencia de los anillos de poder activa estos restos, que resulta ser un gigantesco alienígena llamado Relic. Relic era un científico muy respetado en su universo que intentó prevenir a los "Lightsmiths" (Forjaluces, la versión de los Lanterns en aquel universo, que usaban cetros en vez de anillos) de que usar la luz desgastaba la reserva de energía del espectro emocional y que, de agotarse, el universo mismo colapsaría, cosa en que efecto ocurrió, siendo él el único superviviente, atrapado dentro de La Anomalía durante miles de millones de años cuando nació el universo actual debido a la diferencia entre las leyes físicas de un universo a otro.
Intentando evitar que la historia se repita, el ahora despierto Relic usa sus conocimientos y recursos para crear una nave gigantesca usando las naves espaciales que había alrededor de La Anomalía, y tras abducir a Kyle Rayner logra acceder a su mente para saber todo del espectro de luz y todos los Lanterns. Acometiendo un asalto directo a Odym, consigue destruir la batería de poder azul así como a los Blue Lanterns, de los cuales solo se salva Saint Walker, su fundador. Acto seguido Relic asalta Oa, enfrentándose con todo el cuerpo de Green Lanterns, que ven como Relic destruye la Batería Central de Oa, lo que acaba por destruir el propio planeta. En tanto el lantern Mogo se ofrece como sustituto de Oa como sede del cuerpo, Kyle Rayner se ve repentidamente sometido y poseído por las Entidades Emocionales (con excepción de Parallax, desaparecida tras fusionarse con Sinestro), unidas con la intención de salvar al universo. Tomando control y conciencia sobre ellas, Kyle explica a los Guardianes Templarios que no deben detener a Relic, si no ayudarle.
Viajando hasta el límite del universo, Kyle y los Guardianes encuentran a Relic estudiando el Muro de la Fuente, una barrera que absorbe a cualquier cosa que entra en contacto con ella y que no permite ir más allá de él, en un intento de acceder el otro lado, donde él cree se halla La Fuente. Pensando que Kyle es la clave, Relic intenta manipular sus poderes para acceder (mientras se enfrenta con los Green Lanterns). Sin embargo, es el propio Kyle quien logra traspasar el muro junto a Relic, accediendo al otro lado. Poco después, Relic vuelve del otro lado para comunicar que tenía razón y que la reserva, que ya estaba agotada y que estaba a punto de destruirlo todo, se ha llenado de nuevo gracias al sacrificio de las entidades emocionales. Justo entonces el muro, ya cerrado de nuevo, absorbe a Relic, convirtiéndole en otra estatua más. Dando a Kyle por muerto, Jordan y los Lanterns abandonan el lugar, pero justo después los Guardianes Templarios ven como Kyle Rayner vuelve sano y salvo del otro lado, pero sin recuerdos de lo ocurrido más allá del muro, por lo que deciden ocultar el secreto de su supervivencia al resto del universo.

### Divinidad
Highfather, líder de los Nuevos Dioses, viaja junto a Metron al Muro de la Fuente, en donde descubre la existencia de los Anillos de poder y de los propios Lanterns tras una charla con Relic, aun atrapado en el muro. Buscando la llamada "Ecuación de la Vida", descubre que esta es en verdad la reserva del Espectro emocional y que se encuentra en posesión de Kyle Rayner tras lo sucedido durante los eventos de Apagón. Highfather llama a sus soldados para que lancen un ataque conjunto contra todos los Lanterns, robando un anillo de cada color para combinar sus poderes en un centro y que este le dé acceso al poder definitivo con el que vencer a Darkseid, con el que mantiene una guerra por la salvación o el control del universo desde hace eones. El ataque tiene un éxito total, logrando que Larfleeze pierda su anillo y que el del planeta viviente Mogo sea robado, provocando que este muera rápidamente, así como el resto de anillos de los demás colores.
Sinestro, alertado por Lyssa Drak acerca de la presencia de los Nuevos Dioses después que esta se grabara en el cuerpo todo el contenido del Libro de las Sombras de los Black Lanterns Corps y adquiriera facultades premonitorias, despliega su ejército de Sinestro Corps, en tanto que Jordan moviliza a los Corps para localizar a los Nuevos Dioses y recuperar los anillos robados. Al mismo tiempo, John Stewart viaja para encontrarse con Guy Gardner, ahora convertido en el líder de los Red Lanterns, y avisarle de la amenaza de los Nuevos Dioses. Mientras que estos son atacados en la Tierra, Jordan y los demás lo son junto al Muro de la Fuente, siendo atrapados y enviados a Nueva Génesis, el hogar de los Nuevos Dioses y que se encuentra más allá del universo físico, a través de un Boom Túnel generado por Orión, la mano derecha de Highfather. Con Highfather robando finalmente la Ecuación de la Vida de Kyle Rayner, al que convence de que su poder no debe ser manejado por meros mortales, este descubre sus intenciones como un tirano que desea convertir al universo entero en soldados para librar la batalla final contra Darkseid.
Rayner y Ferris, despojados de sus anillos de poder, son abandonados en la superficie de Nueva Génesis, pero Metrón aparece para darles una Madre Caja, que usan para viajar hasta la propia nave, donde Rayner y Ferris se reencuentran con Jordan y Saint Walker. Al mismo tiempo, los Lanterns atrapados en la prisión de Nueva Génesis logran liberarse y formar alianza entre ellos para atacar a los Nuevos Dioses. Jordan, visitando la Tierra, convence a Mano Negra para que use a sus Black Lanterns como fuerza de ataque contra Highfather, al ser el único poder contra el que sus armas son inútiles. Durante el ataque final, Mano Negra descubre que el Muro de la Fuente es una gigantesca fosa común y despierta a todos los atrapados en el muro, enviándolos por un Boom Túnel creado por Sinestro a Nueva Génesis. Saint Walker recupera su anillo azul y Rayner confronta con Highfather por la posesión de la Ecuación de la Vida, perdiendo este último cuando Jordan consigue hacerle entrar en razón de que sus acciones le estaban convirtiendo en otro Darkseid, al tiempo que Rayner resucita a los atrapados en el Muro, incluyendo al propio Relic, para después enviarlos lejos "a un lugar donde estuviesen en paz". Con Nueva Génesis en peligro, esta es salvada por Jordan con ayuda de Saint Walker, y la Ecuación de la Vida devuelta a Rayner. Con la paz firmada entre los Nuevos Dioses y los Lanterns, estos regresan al universo convencional, encontrándose a Relic frente a un Muro ahora desprovisto de su habitual panoplia de seres atrapados, comentando que el Muro ha cambiado y que algo va mal en él. Poco después, un antebrazo se ve atravesando el Muro, como presagio de una futura amenaza que está por venir.

## Estructura

### Los 3.600 sectores
Los Corps son una organización compuesta por 7200 Linternas Verdes que son elegidos por el anillo debido a su capacidad de superar el miedo (los antiguos Corps eran 3.600). Hay dos Linternas Verdes asignados a cada sector espacial que requiera la protección de más de un LV (la Tierra, designada como el planeta 38.c y hogar de Hal Jordan y John Stewart, se encuentra en el Sector Espacial 2814). Los sectores más densamente poblados, como el 2814, pueden tener varios LVs. Pese a que Hal Jordan y John Stewart son los LVs principales del Sector 2814, Kyle Rayner y Guy Gardner también provienen de la Tierra pero están destinados en Oa, en principio como instructores y además se les asignan casos que son demasiado complejos para los LVs comunes.
Cada miembro posee autonomía en cuanto a los métodos a utilizar dentro de su jurisdicción, los que están sujetos a revisión por parte de los Guardianes si estos creen que el Linterna Verde en cuestión ha abusado de la autoridad conferida. Además, cada LV que se encontrara cerca de retirarse o de morir, era responsable de la búsqueda de un sucesor. Si el Linterna Verde moría antes, el anillo buscaría y encontraría a otro a quien entrenar por sí mismo. Durante circunstancias excepcionales, los Guardianes podrían reclutar personalmente a un reemplazo.
Cada Linterna Verde de los Corps originarios recibía al ser reclutado un anillo de poder, una batería de poder con la forma de una linterna con la cual recargar el anillo, y un uniforme. El uniforme estándar diseñado para humanoides tenía una parte verde que cubría el torso y los hombros, mangas y perneras negras (a veces de color gris oscuro, dependiendo de la etapa), botas verdes, guantes blancos, máscara verde y un símbolo en el pecho con el ícono de los Linternas Verdes sobre un círculo blanco. Los LVs tenían permitido modificar sus uniformes en tanto mantuvieran el patrón de colores y el símbolo. También se espera que las modificaciones sigan esta línea cuando la naturaleza del sujeto impide la utilización del uniforme estándar. Mogo, por ejemplo, al ser un planeta viviente organiza sus bosques para que lo circunde una franja verde con el símbolo de los LVs en el centro. Además, los Linternas Verdes tienen permiso para optar por una identidad secreta como medida de seguridad y se supone que los Corps reciben la orden de honrar tal elección tomando los cuidados necesarios para no quedar expuestos. El entrenamiento acerca del uso del anillo era opcional y, cuando fuera requerido, se disponía de los edificios y el personal necesarios en Oa. Sumado a esto, podía asignarse a un Linterna Verde experimentado para entrenar en el campo a un recluta dentro de su sector.
Los nuevos Green Lantern Corps construidos por los Guardianes son mucho más formales y estructurados que los anteriores destruidos por Parallax. Los reclutas son encontrados por sus anillos de poder y llevados a Oa para ser entrenados. No todos los reclutas finalizan su entrenamiento; muchos de ellos fracasan, forzando al anillo a buscar a otro recluta. Los Linternas Verdes bajo entrenamiento poseen una versión más sencilla del viejo uniforme de los Corps (con más verde cubriendo el torso que en los diseños de Linterna Verde pertenecientes al Universo Animado de DC) con el círculo blanco del pecho vacío, se sospecha que la insignia es agregada luego de completar el entrenamiento. Además, ahora todos los anillos de poder, y no solo el de Kyle Rayner, funcionan sobre objetos amarillos si el portador puede presentir el temor detrás de ese color y superarlo.
Una vez reclutado, se espera que un Linterna Verde defienda ciertos principios inherentes a su tarea. Estos principios incluyen:
1. Proteger la vida y las libertades dentro del sector asignado.
2. Seguir las órdenes de los Guardianes sin cuestionamientos.
3. No interferir con la cultura, estructura política ni la voluntad colectiva de la población de los planetas.
4. Actuar dentro de las leyes locales y obedecer a las autoridades locales dentro de los límites de la razón. (Presuntamente, las órdenes de los Guardianes pueden suprimir este punto en caso de necesidad)
5. No actuar en contra de alguien ni algo hasta que haya demostrado ser una amenaza para la vida y la libertad.
6. Rehusarse a emplear el equipo, recursos y autoridad de los Corps en beneficio personal.
7. Mostrar respeto y cooperar con otros miembros de los Corps y los Guardianes.
8. Mostrar respeto por la vida lo que incluye moderar el uso de su poder a menos que no exista otra alternativa razonable.
9. Dar prioridad al peligro mayor dentro del sector asignado.
10. Defender el honor de los Corps.

Los Guardianes vigilaban atentamente las actividades de los Linternas con el objeto de hacer cumplir aquellos principios. Si los Guardianes consideraban que había ocurrido una violación al reglamento de los Corps, convocaban al infractor a Oa y lo sometían a un juicio donde se leían los cargos y el Linterna Verde podía explicar sus motivos para semejante accionar. En caso de que los Guardianes permanecieran insatisfechos con la explicación, existían varias sanciones disciplicarias a aplicar:
- Ser puesto a prueba.
- Recibir la supervisión personal de los Guardianes desde Oa.
- Exilio temporal de su mundo natal.
- Prueba ritual de resistencia (el Linterna Verde debía realizar un viaje peligroso a través del universo de antimateria).
- Expulsión de los Corps.

### Oa: Cuartel de los Corps
El cuartel general de los Corps se halla en el planeta Oa, en el centro del universo. Entre sus características principales se incluyen una gran sala con una tarima elevada donde los Guardianes se reúnen durante sus conferencias. También existen sitios para el entrenamiento de los reclutas y celdas de reclusión para criminales especialmente peligrosos. El rasgo más destacado es la Batería de Poder Central, una versión gigantesca de las baterías de poder de los Linternas, que canaliza la energía de los Guardianes y amplifica, alimentando las baterías individuales. La entidad del miedo conocida como Parallax fue encerrada en el centro de la Batería Central. Es vital conservar a salvo este artefacto ya que cualquier daño mayor podría impedir recargar los anillos de poder (que necesitan energía cada 24 horas terrestres) y así eliminar el arma principal de los Corps; la única excepción sería el anillo de Kyle Rayner que se basa en la energía utilizada y no en un límite de tiempo.
Oa fue destruido poco después que Hal Jordan se convirtió en Parallax pero luego fue reconstruido por Tom Kalmaku, amigo de Jordan.
Al regenerarse los Guardianes, decidieron aumentar la capacidad defensiva de Oa al crear una especie de armadura que protege al planeta; tras los eventos de la Guerra de la Corporación Sinestro, tal armadura fue reforzada. Dicha armadura fue destruida por los Black Lanterns que atacaron Oa.

### La Guardia de Honor de los Linternas Verdes
La Guardia de Honor de los Linternas Verdes es un grupo de elite que no se encuentra restringido a un sector en particular y que tiene base en Oa. Durante la miniserie Green Lantern Corps: Recharge, el Linterna Verde Guy Gardner (cómic) fue promovido a LV número uno (en contraste, Hal Jordan es 2814.1 y John Stewart es 2814.2).
Gardner es la persona encargada de resolver problemas, prestando su ayuda en cualquier sector que lo necesite. También ha tomado el mando en medio de la batalla.

### Armas
artículo principal Anillo de poder (arma) 
Mientras recargan su arma, algunos miembros de los Corps recitan un juramento. Este juramento difiere de un miembro a otro pero, según parece, el más popular es:
En el día más brillante, en la noche más oscura,
ningún mal escapará a mi vista.
Que aquellos que adoran el poder del mal,
 Que teman a mi poder… ¡la luz de Linterna Verde!
Una versión notable por lo diferente fue creada para Rot Lop Fan, un Linterna Verde perteneciente a una raza invidente. Esta era:
En el agudo tañido o el profundo murmullo,
oigo del mal su más pequeño sonido.
Que quienes vibran ante su llamada teman mi poder:
¡El sonido puro de mi campana!"

## Historia de la publicación

### La conexión "Lensman"
Muchos creen que los Green Lantern Corps fueron moldeados sobre la base de "Lensman", la serie de ciencia ficción de E.E. "Doc" Smith. Existen varios paralelos entre ambos grupos: los dos son conformados por agentes intergalácticos de la ley que son seleccionados por su moral y su deseo de hacer el bien, y reciben su poder de una sorprendente arma de diseño alienígena que también tiene sus salvaguardas contra el abuso e interferencia. Sin embargo, John Broome, quien escribió las historias de Linterna Verde durante la Edad de Plata, y Julius Schwartz, quien editó esas historias, han negado cualquier conexión. Broome y Schwartz afirmaron no haber leído nunca las historias de Smith aunque Schwartz admitió que, como fanático de la ciencia ficción, había leído sobre ellas.
No obstante, como muestra de su admiración a los Lensman, en su miniserie de los Green Lantern Corps el escritor Mike W. Barr creó a dos nuevos miembros llamados Arisia y Eddore, en honor a los planetas de las superinteligentes razas bondadosa y malvada (respectivamente) de la serie creada por Smith.
Los escritores de cómics se sintieron atraídos por el concepto de un cuerpo intergaláctico compuesto de Linternas Verdes de varias razas alienígenas. Tales of the Green Lantern Corps (Historias de los Green Lantern Corps) fue una serie de historias de complemento que aparecía en el título de Green Lantern; allí, los escritores invitados solían elaborar pequeñas historias acerca de las idiosincrasias de Linternas Verdes extraterrestres de quienes posiblemente nunca se haya vuelto a saber. Alan Moore escribió dos de las más conocidas de estas historias: "En la noche más oscura" y "Mogo no socializa" (In Blackest Night y Mogo Doesn’t Socialize), las que presentaron, respectivamente, a Rot Lop Fan y a Mogo. Otros Linternas Verdes que fueron presentados de este mismo modo fueron Arisia y Ch'p.

## En otros medios

### Televisión
- Los Green Lantern Corps hizo una aparición en el episodio de Duck Dodgers, "The Green Loontern". Además de Hal Jordan, los miembros destacados de Green Lantern Corps son Amanita, Arisia, Boodikka, Breeon, Brokk, Ch'p, Chaselon, Galius Zed, Green Lambkin, Guy Gardner, G'nort, Hannu, John Stewart, Katma Tui, Kilowog, K'ryssma, Larvox, M'Dahna, Medphyll, NautKeLoi, Penelops, Salakk, Stel, Tomar-Re y Xax. Después de que Duck Dodgers accidentalmente toma el uniforme de Hal Jordan de la tintorería debido a una confusión, es teletransportado a la ubicación del Cuerpo por el anillo de poder, donde están en una pelea con una gran cantidad de robots de Sinestro. Durante la pelea, todo el Green Lantern Corps es secuestrado por Sinestro para que actúe como fuente de energía para un dispositivo apocalíptico. Duck Dodgers logra salvarlos (más por accidente que por habilidad) antes de devolver el uniforme a Hal Jordan y quedarse varado en el escondite de Sinestro mientras Hal Jordan y el resto de los Green Lantern Corps se van.
- Los Green Lantern Corps aparecen en los programas de televisión ambientados en el Universo animado de DC:
  - Varios miembros de Green Lantern Corps también hacen cameos en el episodio "In Brightest Day" de Superman: la serie animada, que presenta a Kyle Rayner.
  - Los Green Lantern Corps aparecen en algunos episodios de los episodios de la Liga de la Justicia, "In Blackest Night" y "Hearts and Minds".
  - Los Green Lantern Corps aparecen en el episodio de Liga de la Justicia Ilimitada, "The Return". Después de que Amazo aparentemente destruye a Oa mientras se encuentra en su misión de enfrentarse a Lex Luthor, los Green Lantern Corps llegan a la Tierra mientras persiguen a Amazo, donde ayudan a rescatar a John Stewart y a los miembros derrotados de la Liga de la Justicia que estaban en el espacio. Cuando se enfrentan a Amazo después de que Lex Luthor y Atom razonaron con ellos, Amazo declaró que en realidad movió a Oa a otra dimensión mientras devuelve a Oa a su posición original.
- Los Green Lantern Corps aparecen en Batman: The Brave and the Bold en su planeta natal Oa. En el adelanto de "¡El día del caballero oscuro!", El Cuerpo está almorzando en la cafetería y obliga a Guy Gardner a limpiar su desorden. En "¡Los ojos de Despero!", Luchan contra Despero, y Hal Jordan los esconde en su anillo para protegerse.
- Green Lantern Corps es el foco principal de Linterna Verde: La Serie Animada, con Hal Jordan y Kilowog como el elenco principal. También en el programa están los miembros del "espacio fronterizo" del cuerpo.
- Dentro del Arrowverso, durante el evento cruzado Crisis on Infinite Earths, se utilizaron imágenes de la película Green Lantern para establecer la existencia del Green Lantern Corps dentro del universo de la Tierra-12. Además, el final de la serie de Arrow, "Fadeout", termina con el personaje principal John Diggle / Spartan acercándose a lo que parece ser un anillo de Green Lantern que ha caído del cielo; sugiriendo que se convertirá en un Green Lantern.

### Película
- Los Green Lantern Corps aparecen de manera destacada en la película animada de Warner Brothers, Green Lantern: First Flight. La película sigue los orígenes de Hal Jordan y Sinestro.
- Green Lantern Corps es el foco de la siguiente película, Green Lantern: Emerald Knights, que presenta varias historias sobre varios Green Lanterns no terrestres.
- Los Green Lantern Corps aparecen en la película de acción real de Green Lantern (2011). El líder del Cuerpo es Sinestro, con Abin Sur, Kilowog y Tomar-Re como personajes centrales.
- En Justice League vs. The Fatal Five, Jessica Cruz, Kilowog y Salaak aparecen como representantes del Cuerpo. Las representaciones holográficas de la mayoría de los miembros humanos de Lantern Corps (Hal Jordan, Guy Gardner, Kyle Rayner, John Stewart y Cruz) también aparecen como parte de una exhibición de la Liga de la Justicia en el Museo Legión de Super-Héroes.
- Los Green Lantern Corps aparecen en las películas ambientadas en DC Extended Universe:
  - Un personaje llamado Carrie Farris aparece en las películas de acción en vivo El hombre de acero (2013) y Batman v Superman: Dawn of Justice (2016), interpretada por Christina Wren. Es oficial de la Fuerza Aérea de los Estados Unidos adjunta a las operaciones del Comando Norte de los Estados Unidos y asistente del general Swanwick. Carrie Farris es un guiño y alusión a Carol Ferris.
  - Green Lantern Yalan Gur aparece en un flashback en la película Liga de la Justicia (2017) luchando contra Steppenwolf y su ejército de Parademons, pero Steppenwolf lo domina y lo mata.[7] Al principio de la producción, una escena eliminada que se filmó como otra escena posterior a los créditos que mostraba a Kilowog y Tomar-Re visitando a Bruce Wayne / Batman habría provocado aún más a Green Lantern Corps; pero la escena fue desechada.[8]
  - Warner Bros anunció una película de Green Lantern Corps para el 2020.
- La encarnación de Red Son del Green Lantern Corps aparece en Superman: Red Son.
- Los Green Lantern Corps (Hal Jordan, John Stewart, Arisia Rrab, Arkkis Chummuck, Chaselon, Galius Zed, Green Man, Guy Gardner, Kilowog, Palaqua y Salaak) aparecen en Justice League Dark: Apokolips War.

### Videojuegos
- Los Green Lantern Corps aparecen en gran medida en el videojuego Mortal Kombat vs. DC Universe. Hal Jordan aparece como un personaje jugable y uno de los principales protagonistas del juego; los Guardianes aparecen en el escenario basado en Oa del juego, y se menciona que el resto de los miembros del Cuerpo están tratando de contener la crisis del universo que tiene lugar durante el Modo Historia. Además, el final del juego de Sonya Blade muestra que se convierte en la Linterna Verde del universo de Mortal Kombat después de obtener el anillo de un miembro del Cuerpo recientemente fallecido.
- En Injustice: Dioses entre nosotros, se ve a Kilowog luchando contra Atrocitus en un segundo plano. El Cuerpo también aparece en la pose de victoria de Green Lantern. Al final del juego, Hal Jordan del universo principal trae la versión del universo paralelo de sí mismo, que se había unido a Sinestro Corps durante el año dos, y a Sinestro a los Guardianes del Universo restantes en Oa para que los probaran con un Green Lantern en el centro de la Corte.

### Varios
El Green Lantern Corps aparece en el cómic digital Batman: The Brave and the Bold y Smallville Temporada 11 basado en la serie de televisión.

### Otros medios
Los Green Lantern Corps aparecen en The Refrigerator Monologues de Catherynne M. Valente, rebautizado como Avant Guard. Son una fuerza policial interdimensional impulsada por objetos aparentemente inútiles que recibieron de seres divinos conocidos como Idelon, que se sienten atraídos por las fuerzas creativas. Solo hay siete miembros de la Avant Guard, cada uno con un objeto de diferente color que les otorga habilidades basadas en el arte. Nina Batiste / Stiff Life puede congelar el tiempo con un brazalete del Pacific Violet Idelon, Simon Stewart / Greyscale cambia de forma gracias a los gemelos del Voracious Red Idelon, Chiroscuro / Jason Remarque puede dar vida a su obra de arte con un botón del Chaotic White Ideolon, la puntilista puede desintegrarse con una gargantilla de pentagrama, Bauhaust hace clic en la perforación de su lengua con cara sonriente para convocar sombras vivientes que la protegen, Zeitgest controla a las personas con un anillo de clase maltratado, y la trementina puede borrar a las personas de la realidad fumando un cigarrillo electrónico. En su mayor parte, la Avant Guard tiene una relación conflictiva y corre el riesgo de pasar por alto los derechos de sus enemigos. Al final de la historia, un supervillano obliga a Greyscale a asesinar a Samantha Dean, la novia de Chiroscuro, y meterla en el infame frigorífico.